# Арсений (Чаговец)
Архиепи́скоп Арсе́ний (в миру Андре́й Льво́вич Чагове́ц (или Чаговцов); 10 (22) марта 1866, слобода Огульцы, Валковский уезд, Харьковская губерния — 4 октября 1945, Скрантон, Пенсильвания) — епископ Русской православной церкви заграницей, епископ Детройтский и Кливлендский. Миссионер и проповедник, основатель Свято-Тихоновского монастыря в Саут-Кейнане (1905 год). После выхода на покой основал при том же монастыре Свято-Тихоновскую духовную семинарию.
За дар слова получил прозвище «канадский Златоуст». Местночтимый святой Канадской епархии Православной церкви в Америке.

## Фамилия
Единого устоявшегося варианта написания его фамилии не существует. В ранних источниках приводятся варианты: Чаговцов(в том числе, на его надгробии), Чаговцев (так в книге «Православная энциклопедия Харьковщины» под редакцией митрополита Никодима (Руснака) и в «Истории Майфильдского русского православного прихода»), Чаховцев, Чаговец, Чавцов. В «Братском ежегоднике» берлинского Князь-Владимирского братства за 1906 год иеромонах Арсений упоминается дважды под фамилией Чаговцев и Шаховцов.
В Канаде сам он по-английски подписывался Chakovcov, по-русски Чеховцов. В украинско-канадской церковной историографии значится в основном как Чеховцев.
Ныне потомки епископа носят фамилию Чаговец.

## Биография
Родился 10 марта 1866 года в слободе Огульцы Валковского уезда Харьковской губернии (ныне село Огульцы Валковского района Харьковской области) в семье псаломщика Льва и Анны.
Как он вспоминал в своей речи на наречении во епископа: «Рождённый в убогой семье сельского церковного чтеца, я в детстве пас бессловесные овцы отца моего и, конечно, не смел мечтать стать пастырем словесного стада. Слышал, правда, советы родителей между собой, что ввиду моей расторопности и любви к школе, решили отдать меня в услужение в город по торговой части, чтобы скорее стал я на ноги и помог бы многосемейным родителям. <…> Безвременная смерть отняла отца, оставив на попечение матери пять малолетних сирот. Как старший из них, благодаря попечению добрых людей, я был отдан в духовную школу, „бурсу“, где учили меня за „казённый счёт“». «Сладким сном пролетели дни за днями 11 лет счастливой школьной жизни, всё ярче вырисовывался предо мной идеал сельского пастыря».
Окончил Харьковское духовное училище, поступил в Харьковскую духовную семинарию. Со второго класса Семинарии был репетитором трёх детей гимназистов дворянина Павла Силиванского, за что получал жалование 3 рубля в месяц и помогал этими деньгами матери растить младших детей.
В 1885 году женился на Параскеве (Паше), в следующем году в семье родился сын — будущий священномученик Дионисий (+ 1937).

### Священническое служение в России
29 марта 1887 года, незадолго до окончания семинарии, архиепископом Амвросием (Ключарёвым) был рукоположён в сан диакона и определён к Николаевской церкви слободы Дергачи Харьковской губернии. 7 мая 1890 года тем же иерархом рукоположён в сан священника и определён к Рождество-Богородичной церкви слободы Дергачи Харьковской губернии. В том же году окончил духовную семинарию с отличием.
С 18 апреля 1891 года состоял законоучителем в Церковно-приходской школе в слободе Дергачи Харьковской губернии. 15 декабря 1893 года награждён набедренником. 10 января 1897 года был награждён скуфьёй. Газета «Южный край» приводит информацию, что 11 мая 1895 года «Окончились занятия в церковно-приходской школе. Законоучитель А.Чаговцов провёл с учениками экскурсию в Куряжский монастырь».
В 1890-е годы скончалась его супруга. Это горе так на него повлияло, что он надел на себя железные вериги, построил дубовый гроб и в нём спал. Как он говорил потом сам: «Я был или близок к прелести духовной или к полному помешательству». Несколько оправившись, отправился странствовать по святым местам, ему доводилось сослужить святому Иоанну Кронштадтскому, общаться с Валаамскими старцами.
В ноябре 1900 года написал прошение на имя архиепископа Амвросия (Ключарёва) о принятии иноческого чина и 23 числа того же месяца получил разрешение, после чего принял монашество с именем Арсений в честь преподобного Арсения Коневского и был определён в число братии Куряжского Преображенского монастыря Харьковской губернии.
5 декабря 1900 года викарий Харьковской епархии епископ Сумский Иннокентий (Беляев) просит у правящего архиерея благословения назначить иеромонаха Арсения, «как человека честного и трудолюбивого, как инока по наклонностям и призванию, казначеем вверенного мне Куряжского монастыря с правом предстояния при совершении соборных богослужений иеромонахами монастыря». В тот же день архиепископ Амвросий дал своё благословение.
В 1902 году иеромонах Арсений откликнулся на призыв архиепископа Северо-Американского Тихона (Беллавина), искавшего священников и причетников для проповеди Православия в Америке. В ноябре, согласно прошению архиепископа Тихона, был назначен Святейшим Синодом в Американскую православную миссию. 8 декабря состоялось прощание казначея монастыря с братией. В своём слове иеромонах Арсений сказал: «Ровно два года тому назад, в сей самый день, я волею Провидения введён был в ограду сей святой обители и братии ея, приняв на себя звание наместника Преосвященнейшего настоятеля. Сейчас я иду в страну Нового Света, с крестом и Евангелием в руках начну слово призыва; где ум станет бездействовать, где слово изнеможет, там сердце открою и любовию восполню. Но знаю, не лёгок и сей путь, цветами скорбей и лишений украсится он. Готов ко всему этому, я разлучаюся с вами и об одном прошу вас, братия: не забудьте меня в своих молитвах, покройте мои немощи своею братскою любовью и своими молитвами облегчите скорби моего апостольского служения».

### Священническое служение вСША

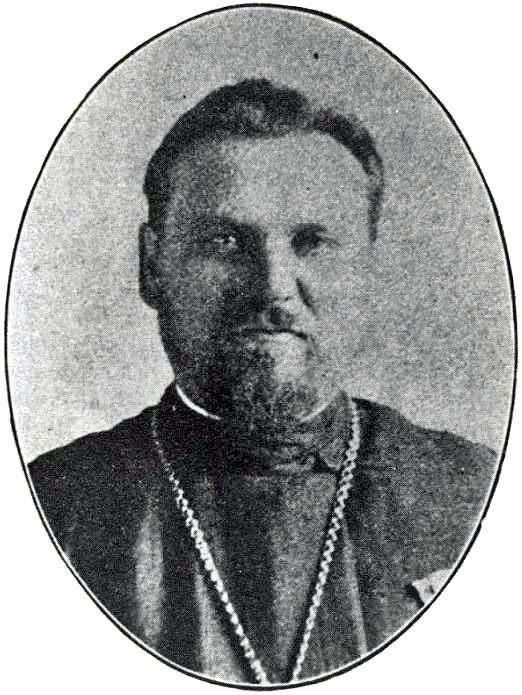
Иеромонах Арсений (Чаговцов)

Прибыл в США в январе 1903 года и был назначен архиепископом Тихоном настоятелем прихода в Уэст-Трой (штат Нью-Йорк). Помогал Алексию Товту в трудах по обращению украинских униатов в православие.
В 1904 году переведён настоятелем прихода святого Иоанна Крестителя в городе Мейфилд (штат Пенсильвания), став вторым православным настоятелем этого вернувшегося из унии прихода. Он настолько сплотил приход, что люди стали помогать и другим православным. В том же году он писал в журнале «Американский православный вестник» о своей русинской пастве: «труд наш протекает преимущественно среди братьев по крови — русских, хотя и неподвластных нам, но всё же взирающих на св[ятую] Русь как на мать свою».
15 мая 1905 года на шестом съезде ROCMAS была выдвинута идея об устроении в США первого православного монастыря. Архиепископ Тихон (Беллавин) поручил эту задачу иеромонаху Арсению. В июле того же года на пожертвования разных лиц иеромонахом Арсением была куплена ферма близ Мейфилда, Саут-Кейнан (Пенсильвания), за 5 тысяч рублей. 82 акра земли с домом, хозяйственными пристройками, скотом и фруктовым садом, где 15 июля 1905 года он основал монастырь в честь святителя Тихона Задонского и при нём сиротский приют. Более 1000 верующих прошли пешком около 16 километров, чтобы участвовать в первой Божественной литургии, совершённой под открытым небом. В своём отчёте за 1905 год архиепископ Тихон писал: «В доме открыт приют для сирот (там живёт 12 детей и смотрительница), а для братии (2 иеромонаха и 7 послушников) строится корпус за трапезным храмом во имя свят. Тихона. Сообщая о вышеизложенном, я в ноябре месяце испрашивал разрешение Св. Синода на открытие в Пенсильвании мужского общежительного монастыря с таким числом братии, какое будет в состоянии содержать сам монастырь. По сношении с Министерством Иностранных Дел, Св. Синод преподал благословение на учреждение общежительного монастыря в Америке».
Определением Святейшего Синода от 19 мая 1906 года преподано благословение преосвященному архиепископу Алеутскому и Североамериканскому на учреждение в Пенсильвании мужского общежительного монастыря (это была обычная практика Синода — утверждать открытие уже фактически существовавших к тому времени монашеских общин). Определением Святейшего Синода настоятель иеромонах Арсений возведён в сан игумена, удостоен права носить посох и награждён палицей.
30 мая отмечалась первая годовщина существования монастыря, которую игумен Арсений провёл на очень высоком уровне. В ней приняли участие архиепископ Тихон (Беллавин), епископ Иннокентий (Пустынский) и епископ Рафаил (Хававини), приезжее духовенство и сотни мирян. Был освящён храм в честь святителя Тихона Задонского.
10 февраля 1907 года игумен Арсений пишет прошение на имя архиепископа Тихона для получения разрешения поехать в Россию в трёхмесячный отпуск с 25 апреля, указав такие причины: «исполнить сыновний долг — повидаться с престарелой матерью; избрать среди иноков российских обитателей двух-трёх достойных и привезти их с собой для жительства в нашей обители; в России обратиться к добрым и благочестивым жертводателям». Из России игумен Арсений привёз значительную сумму денег на монастырь и 50 частиц святых мощей, полученных в Московской синодальной конторе для Северо-Американской епархии, у которой к тому времени сменился правящий архиерей: вместо архиепископа Тихона был назначен архиепископ Платон (Рождественский).
Ввиду большой занятости игумена Арсения по устройству монастыря и приюта, архиепископ Платон назначает на Мейфилдский приход второго священника, чтобы игумен жил в монастыре на постоянной основе. На воскресные и праздничные службы игумен Арсений по-прежнему ездил в Мейфилд.

### Священническое служение вКанаде
29 июня 1908 года после сдачи по описи монастырского, Приютского и приходского имущества архиепископ Платон назначает игумена Арсения благочинным и администратором Миссии в Канаде с центром в Свято-Троицком храме города Виннипег (провинция Манитоба). Когда игумен Арсений прибыл в Виннипег, то увидел, что зарождающийся Административный центр не только не имеет здания, но даже священник прихода живёт в частных домах, по преимуществу с Иваном Лозенко. По ходатайству игумена Арсения прихожане приобрели земельный участок, граничивший с церковным.
Он начинает издавать газету «Канадийская нива», которая стала органом православной миссии в Канаде. Издание выходило два раза в месяц в Виннипеге, подписная цена на газету составляла в Канаде 50 центов, в США и Австрии — 1$. В газете регулярно печатались проповеди игумена Арсения, которые получили высокую оценку императора Николая II; за «духовную пищу» иеромонаху Арсению был пожалован золотой наперсный крест и объявлена благодарность.
Понимая перспективы провинции Альберта, он переезжает в Эдмонтон служить настоятелем Свято-Варваринской церкви, которая нуждалась в священнике. В 1909 году он перенёс в Эдмонтон канадский административный центр Миссии.
Пантелеймон Божик в книге «Церковь украинцев в Канаде» (1927) даёт ему такую характеристику:

Больше всего галицких греко-католических украинцев перешло в русское православие тогда, когда в Канаде миссионерствовал архимандрит Арсений Чеховцев <…> Был он импозантного строения, крепкий, шутливый и весёлый, говорил на ломаном украинском языке, однако проповедник из него был первого качества. Где он совершал Богослужение, туда приезжали фермеры даже по тридцать миль, чтобы послушать его проповедь. Ему удавалось на предмет проповеди взять что-нибудь и довести скоро целую общину до слёз. Как он влиял на людей, показывает то, что однажды после проповеди в Виннипеге вышли из церкви два галицких социалиста и сказали себе: «Беда не сей Москаль! Через его проповедь не трудно стать православным». Арсений говорил проповедь для простого народа, но очень хорошо <…> Арсений прибыл в Канаду в 1905 году и осел в Виннипеге при церкви св. Троицы на углу улиц Манитобы и Мекензого, которую заложил в 1904 году о. Ярослав Сичинский, и как благочинный наблюдал отсюда за православными церквами в Манитобе, Саскачеване и Альберте. (В восточной Канаде не было ни одной православной церкви). Будучи в Виннипеге, Арсений перевёл в православие девять малых греко-католических общин в Сифионском округе близ Виннипега, а когда перенёсся в Эдмонтон, в Альберте, в 1907 году то же самое сделал в Ребет-Хили, Буфорде, Ист-Гейте и ещё в нескольких других колониях. Впрочем, Арсений не был только хороший миссионер, но и до определённой степени дипломат. При перетягивании в православие греко-католиков, он восхвалял Россию и показывал российские услуги на пользу украинским русофилам, которых никогда не было. Сам он был достаточно терпим к украинскому взгляду. Был он также хороший полемист-апологет. С баптистскими проповедниками, которые действовали тогда в Ребит-Хиле и в Эдмонтоне среди украинцев, он так метко полемизировал публично на собраниях, что греко-католический священник Матей Гура, эдмонтонский приход, хотя относился к Арсению не очень благосклонно, переслал ему гратуляцию.
Оригинальный текст (укр.)Найбільше галицьких греко-католицьких Українців перейшло на російське православіє тоді, коли в Канаді місіонерував архимандрит Арсеній Чеховцев <...> Був він імпозантної будови, кремезний, жартобливий і веселий, говорив ломаною українською мовою, однак проповідник з него був першої якости. Де він правив Службу Божу, туди приїздили фармері навіть по трийцять миль, щоби послухати його проповіди. Він потрафив за предмет на проповіди взяти що небудь і привести скоро цілу громаду до плачу. Як він впливав на людей, показує се, що одного разу після проповіди у Вінніпегу вийшли з церкви два галицькі соціялісти і сказали до себе: «Біда не сей Москаль! Через його проповідь не тяжко стати православним». Арсеній говорив проповіди для простого народу, але дуже добре <...> Арсеній прибув до Канади в 1905 році і осів на разі у Вінніпегу при церкві св. Тройці на розі вулиць Манітоби і Мекензого, котру заложив в 1904 році о. Ярослав Січинський, і як декан доглядав з відси православні церкви в Манітобі, Саскачевані і Альберті. (У східній Канаді не було ані одної православної церкви). Будучи у Вінніпегу, Арсеній перевів на православіє девять малих греко-католицьких громад в Сифіонськім дистрікті недалеко Вінніпегу, а коли перенісся до  Едмонтону, в Алберті, в 1907 році те саме зробив в Ребет Гилі, Буфорді, Іст Гейті і ще в кількох інших кольоніях. Впрочім Арсеній не був тільки добрий місіонар, але й до певної міри дипльомат. При перетягуванню на православіє греко-католиків, він захвалював Росію і показував російські прислуги на користь українським русофілам, яких ніколи не було. Сам він доволі толерував українську думку. Був він також добрий полєміст-апольоґет. З баптистськими проповідниками, які оперували тоді в Ребит Гилі та в Едмонтоні між Українцями, він так влучно полемізував публучно на зібранях, що греко-католицький священик Матей Гура, едмонтонський парох, хоч відносився до Арсенія не дуже прихильно, переслав йому ґратуляцію.

Указом Святейшего Синода за № 6792 согласно представлению архиепископа Северо-Американского Платона за миссионерские труды игумен Арсений удостоен звания архимандрита. 12 июля 1909 года епископ Бруклинский Рафаил (Хававини) совершил его возведение в сан архимандрита.
Благодаря миссионерству «канадского Златоуста» сотни бывших униатов обратились в православие. В 1909 году униатская газета «Свобода» сфабриковала против архимандрита Арсения обвинение в том, что он якобы является отцом внебрачного ребёнка, рождённого Марией Креницкой. На суде Мария сказала, что настоящим отцом ребёнка является Андрей П., и сообщила, что газета обещала заплатить ей 10000 долларов за ложное обвинение. Дело было закрыто, приговор не был вынесен.
В 1910 году было окончено строительство двухэтажного дома в Виннипеге, который стал жилищем для приходского священника. Поскольку архимандрит Арсений планировал создать в Виннипеге семинарию и монастырь, то там же были предусмотрены келии для монахов и комнаты для студентов.
За время служения в Канаде здоровье архимандрита Арсения сильно ухудшилось, что вынудило его обратиться к архиепископу Платону (Рождественскому) с просьбой об увольнении:

В январе месяце сего года исполнилось семь лет моего служения в Американской Православной Миссии. Трудился я, по милости Божией, как мог, стараясь неленостно проходить высокое служение миссионера, а неоднократно ревнуя и не по разуму. В последние два года моего служения многие скорьби и нелёгкие труды службы в дикой Канаде подорвали окончательно моё здоровье, а материальные нужды неоднократно доводили до полного уныния. В настоящее время я совершенно калека физически — страшная грижа при непрестанных поездках причиняет ужасные боли; доктора настаивают на операции, но я боюсь лечь под нож и умереть в чужой стороне. В Миссии полная нищета и задолженность. Но Всевидец Господь тому Свидетель, Милостивый Владыко, что не через роскоши и какую-нибудь неумеренность в жизни своей, а исключительно через желание поддержать дело нашей Миссии в Канаде, я пришёл к такой нужде. Чувствуя себя неспособным физически и ослабленным морально для продолжения службы в Миссии <…> я прошу уволить меня от должности благочинного Канадийских церквей и от службы в Миссии. Выехать на Родину я предполагаю весною, после Светлого Праздника. Если последует распоряжение на то Вашего Высокопреосвященства, то я буду по мере сил своих нести свои обязанности до получения прогонов, так как выехать мне не на что.

Вопрос о его отъезде в Россию был решён быстро. 5 марта 1910 года указом Святейшего Синода № 452 было определено: «уволенному от службы в Алеутской епархии и возвращающемуся в Россию (в Харьковскую губернию) бывшему благочинному Канадийских церквей архимандриту Арсению назначить путевое пособие в сумме 1432.5 рублей». 23 апреля он получает от Северо-Американского Духовного Правления Увольнительный билет № 855 и Послужной список № 856.

### Снова в России
6 июля 1910 года был определён в Святогорскую Успенскую пустынь Изюмского уезда Харьковской губернии.
В начале 1911 года назначен помощником епархиального миссионера протоиерея Тимофея Буткевича. 19 декабря 1912 года утверждён в должности епархиального миссионера-проповедника Харьковской епархии вместо Льва Кунцевича. В эти годы он отличился в миссии среди баптистов, евангелистов и скопцов. Его отчёт о деятельности сектантов в епархии многим священнослужителям служил для руководства в дальнейшем служении и правильном наставлении прихожан.
В ноябре 1913 года назначен наместником крупного Свято-Григорьевского Бизюкова монастыря Херсонско-Одесской епархии. 12 августа 1914 года назначен и. о. начальника пастырско-миссионерской семинарии при том же монастыре.
После того, как в 1914 году началась Первая мировая война, в монастыре был обустроен лазарет для раненых солдат.
Перед Февральской революцией 1917 года по высочайшему повелению назначен проповедником в армию. После Октябрьской революции продолжал служить капелланом Белой армии и был отправлен на фронт. Вместе с ним монастырь отправил на фронт 120 мешков предметов первой необходимости и подарков, которые архимандрит Арсений раздавал лично. В 1918 году занимал положение протопресвитера-капеллана армии всея Украины и председателя Комиссии по сбору средств на нужды Белой армии. Был представлен к рукоположению во епископа.
В 1920 году был эвакуирован из Крыма вместе с отступающей Белой армией.

### В Югославии
В 1920 году эмигрировал в Королевство сербов, хорватов и словенцев (будущая Югославия), после чего до 1923 года он служил приходским священником на сербском приходе Миляновци (Калесия, ныне республика Северная Македония). С 1923 по 1924 год был наместником Монастыря Трескавец в окрестностях города Прилеп. C 1924 по 1926 годы — настоятель Монастыря святого Архангела Михаила в селе Варош и преподавателем Закона Божия в гимназии города Прилеп. В своей речи на наречение отмечал: «Затерявшись в горах и ущельях приютившей нас родственной страны, я уже думал, что книга моего живота исписана и готова закрыться».
По просьбе канадской паствы митрополит Платон (Рождественский) отправил запрос Сербской церкви о возвращении архимандрита Арсения. В связи с этим 14 (27) мая 1925 Архиерейский Синод РПЦЗ определил: «Архимандриту Херсонской епархии Арсению (Чаговцову) быть епископом Виннипегским, Викарием Северо-Американской русской православной епархии, с совершением наречения и хиротонии его в Белграде, с благословения Святейшего Патриарха Сербского».
24 мая (6 июня) 1926 по поручению митрополита Платона (Рождественского) и по благословению Патриарха Сербского Димитрия в русской православной церкви в Белграде состоялась его наречение и епископская хиротония, которую совершили: председатель Архиерейского Синода РПЦЗ митрополит Киевский и Галицкий Антоний (Храповицкий), епископ Екатеринославский и Новомосковский Гермоген (Максимов) и епископ Челябинский и Троицкий Гавриил (Чепур).

### Епископское служение в Канаде

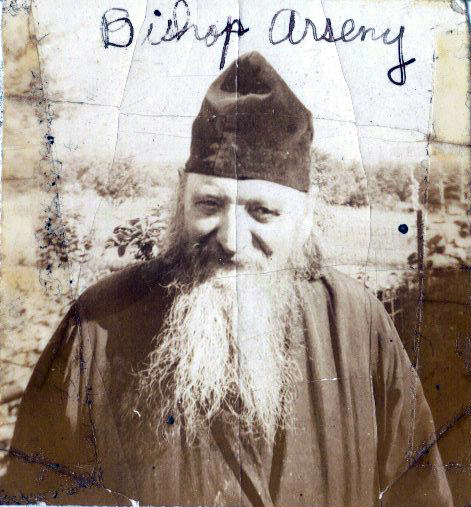

Летом 1926 года он приехал в Нью-Йорк для встречи с митрополитом Платоном, от которого получил официальное назначение в Канадскую епархию, затем в течение короткого времени посетил свой любимый Свято-Тихоновский монастырь и к началу осени прибыл в Виннипег. Однако епископ Арсений вернулся уже совсем в другую православную Канаду, по сравнению с той, что он оставил 16 лет назад — теперь православие в Канаде уже не было единым. Православных верующих в результате эмиграционных процессов стало больше, однако они были разделены на разные юрисдикции. Помимо канонических поместных церквей здесь действовали и раскольники — обновленцы, украинские автокефалисты, а также епископ Адам (Филипповский), чьё положение тогда было неурегулированным. Ко всему этому добавилось размежевание с РПЦЗ. 31 января 1927 года митрополит Платон (Рождественский) и 4 из 5 викарных архиереев Северо-Американской епархии, в том числе епископ Виннипегский Арсений, обратились к американской пастве с заявлением о неканоничности Архиерейского Синода РПЦЗ в Сремских Карловцах (Воеводина, Сербия). Заявивший о своей поддержке Синода РПЦЗ епископ Сан-Францисский Аполлинарий (Кошевой) 1 февраля того же года от управления кафедрой был уволен митрополитом Платоном. 31 марта Синод РПЦЗ признал это увольнение неканоничным и поручил епископу Аполлинарию временное управление новосозданной Североамериканской епархией РПЦЗ. Приходы в Канаде, которые признали епископа Аполлинария, соответственно вышли из подчинения епископа Арсения.
С прибытием епископа Арсения православная жизнь в Канаде оживилась. Он издавал епархиальный журнал «Канадийский православный миссионер» и регулярно посещал приходы по всей Канаде. Многие из его писем были написаны в дороге, а с приходами он держал постоянную связь по телеграфным линиям и телефонам. Зачастую он посещал по 2-3 прихода за воскресенье, за что его прозвали «летающий епископ» (англ. flying bishop).
В 1928 году пишет обширное послание с целью укреплению дисциплины и благоговения в приходах, где в том числе написал: «Ни под каким видом не вводить в жизнь церковную политики и всеми силами искоренять национальный шовинизм. Для пастыря должен быть дорог всякий пасомый, выходит ли он из великой, малой, червоной, белой, Карпатской Руси из Буковины, Румынии, Сербии, Болгарии, Греции и так далее. Прежде всего ПРАВОСЛАВИЕ. Но это вовсе не значит, что не надо сохранять национальный язык. При каждой церкви необходимо устраивать приходскую школу и обучать детей грамоте на материнском языке, а главное вести катехизацию хотя по воскресным дням. В заключение, прошу и молю: в церкви и при чинодействиях (богослужениях) возможно больше благоговения; вне церкви и в домашней жизни возможно больше благопристойности и во всем — благоприличия».
Основал Сифтонский Спасо-Вознесенский монастырь, а при нём в 1929 году открыл богословские курсы, на которых сам преподавал, готовя кандидатов в священство. При монастыре также создал сиротский приют.
Зимой 1930 года, по благословению митрополита Платона, собирал в США деньги на нужды канадских приходов. Начиная с Нью-Йорка, он путешествовал от храма к храму, где совершал богослужения, рассказывал о тяготах православной Канады и проповедовал.
В декабре 1935 года епископ Арсений снова посещает США, чтобы принять участие в Соборе русских православных епископов в Свято-Тихоновском монастыре под председательством митрополита Феофила (Пашковского). На нём епископ Арсений особенно старался содействовать умиротворению церковных раздоров как на Американском континенте, так и в отношениях с матерью-Русской Церковью.

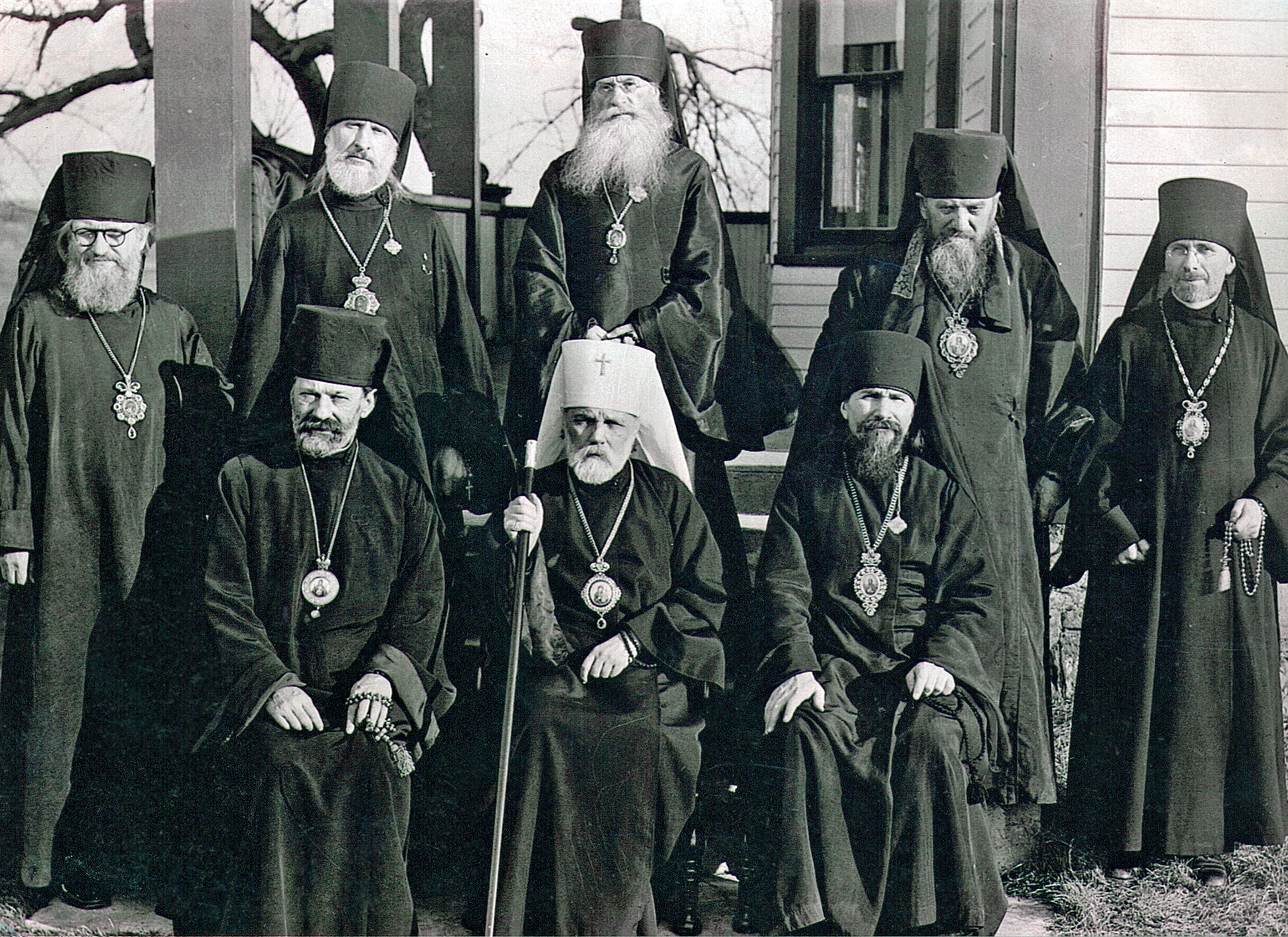
Епископ Арсений (второй справа) среди иерархов Северо-Американской митрополии.

На время его служения в Канаде выпало примирение и воссоединение русской «Северо-Американской митрополии» с Архиерейским Синодом Русской Зарубежной Церкви. В ноябре 1935 года на Архиерейском Соборе в Сремских Карловцах было принято «Временное положение о Русской Православной Церкви Заграницей», по которому возглавлявшийся митрополит Феофилом (Пашковским) Митрополичий округ в Северной Америке воссоединялся с РПЦЗ с признанием его автономии. В состав округа вошли приходы и монастыри РПЦЗ, находившиеся на территории США и Канады.
Тем не менее, обстановка продолжала оставаться напряжённой. При созыве собрания духовенства в Каноре (провинция Саскачеван), «банда хулиганов, всё ещё называющих себя „христианами“, вооружённая камнями и деревянными кольями, разбила окна и двери и стреляла через них в дом, в котором владыка Арсений и представители духовенства собрались, чтобы служить Божественную литургию на следующее утро».
Епископ Арсений был тяжело ранен в ногу, что вызвало проблемы со здоровьем, и это вынудило его уехать из Канады. В мае 1936 года он был переведён в Детройскую и Кливленскую епархию. Тем не менее, архиепископ Арсений до своей кончины оставался гражданином Канады, где до сих пор остаётся его наследие и память о его служении.

### На покое в Свято-Тихоновском монастыре
В 1937 году подаёт прошение об уходе на покой с 1 января 1938 года. 11 октября 1937 года Собор епископов Северо-Американской митрополии удовлетворил прошение с правом жить в Свято-Тихоновском монастыре и носить титул: «Наместник Митрополита и Строитель монастыря». При этом ему также поручалось «Устроить при монастыре школу, намеченную Всеамериканским Церковным Собором в Нью-Йорке».
За заслуги епископа Арсения в деле укрепления Православия на Американском континенте Собором Северо-Американской митрополии 17 (30) августа 1938 года возведён в сан архиепископа.
По благословению Синода, после утверждения Шестым всеамериканским собором, архиепископ Арсений открыл 24 октября 1938 года первые занятия в Свято-Тихоновском пастырской школе. Начало будущей семинарии было очень скромным: четыре студента и четыре преподавателя, в том числе архиепископ Арсений (ректор), протоиерей Василий Демидов, граф Василий Мусин-Пушкин и регент Дмитрий Рессетар. Первоначально из-за отсутствия надлежащих условий первые ученики новой школы были размещены и обучены в маленьком белом летнем домике старого детского дома, расположенном всего в нескольких минутах ходьбы от самого здания детского дома..
В 1939 году при его активном участии создаётся при монастыре дом для престарелых священнослужителей, освящённый 13 августа 1939 года. Управляющим этого Дома становится архиепископ Арсений.
Видя, что потомки эмигрантов забывают русский язык, архиепископ Арсений благословил ведение богослужений на английском языке в монастырской школе. Вот как сам он описывает это:

В субботу 13 декабря 1941 года иеродиакон отец Василий испросил моего благословения произнести за всенощной начальную мирную ектению по-английски, что было предварительно разучено на спевках семинаристами под руководством преосвященного епископа Алексия. Когда после «Благослови, душе моя, Господа» отец Василий начал возглашать мирную ектению по-английски, а певчие отвечать тоже по-английски, то чередной священнослужитель, игумен Варсонофий, возмутился и стал громко, стоя в алтаре в облачении, нарушая порядок службы и к великому смущению молящихся, кричать: «Что это за новости? Я ничего не понимаю, я не буду служить!»… Я ответил отцу Варсонофию, что если он служить не хочет, то может не служить, разъяснив ему как неуместность и недопустимость его выходки, так и возможность и даже желательность употребления за нашим богослужением английского языка. Отец Варсонофий разоблачился и демонстративно покинул алтарь. Тогда я наложил на себя епитрахиль и возгласил по ектении «Яко подобает», передав затем дальнейшее служение всенощной отцу Прокопию. Сегодня во время возглавляемой мною литургии игумен Варсонофий не явился служить и в церкви не был. Отец Василий произнёс мирную ектению по-английски, хор отвечал по-английски, «Верую» читал тоже по-английски студент П. Роздольский, студент М. Савчак проповедовал по-русски — и инцидентов никаких не было.
В 1944 году принимал активное участие в подготовке и проведении торжеств в честь 150-летия существования Русской Православной Церкви в Северной Америке.

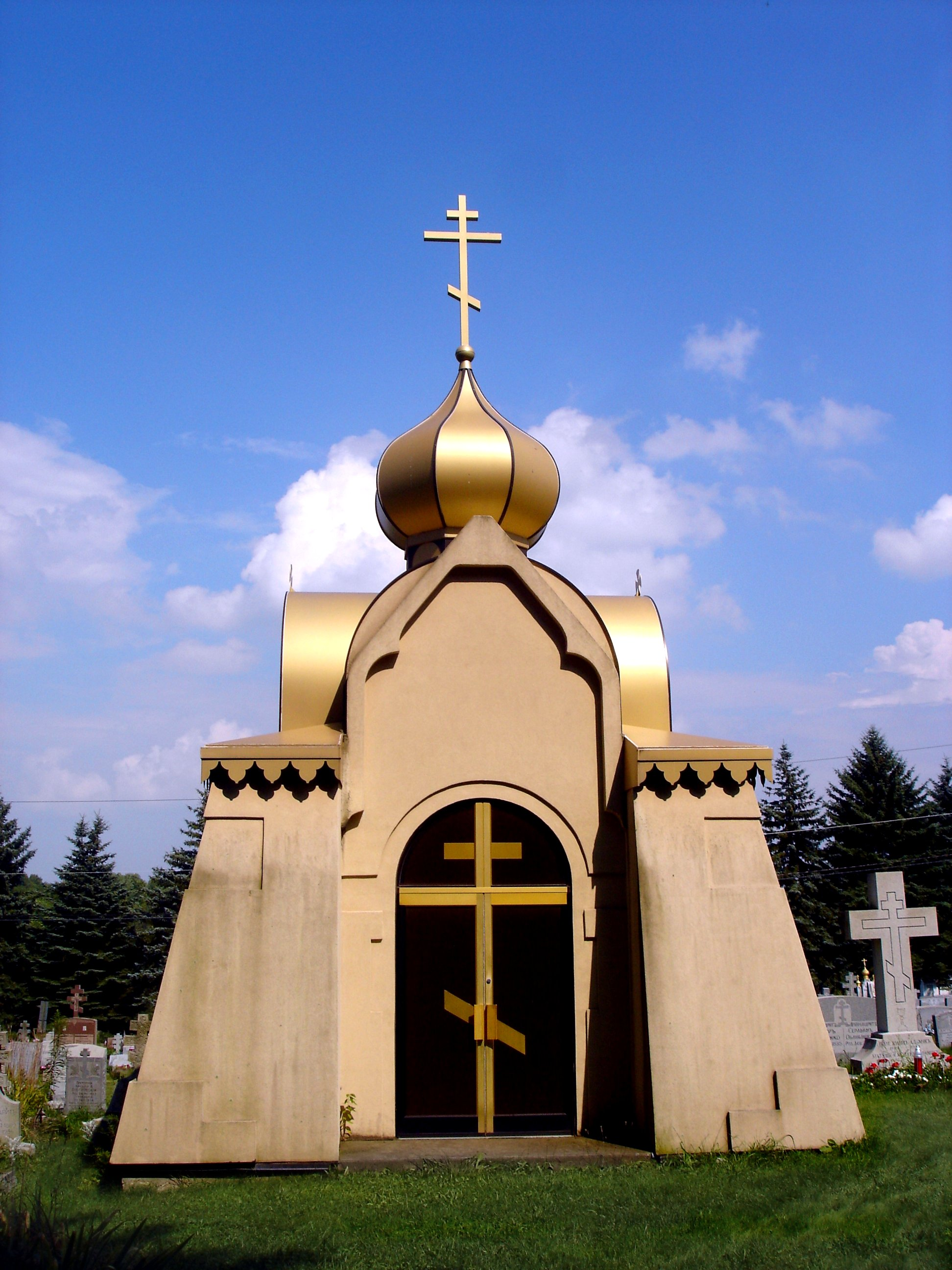
Склеп архиеп. Арсения в Тихоновском монастыре

Скончался 4 октября 1945 года в возрасте 79 лет.

## Почитание
В сентябре 2003 года в Виннипеге был основан Свято-Арсениевский православный христианский богословский институт.
В своём октябрьском совещании 2004 года Священный Синод ПЦА создал комиссию для расследования возможности для причисления архиепископа Арсения к лику святых.
В Канаде по благословению архиепископа Оттавского Серафима (Сторхейма) ему составлены службы, написаны иконы, житие, акафист, установлен день памяти — 21 сентября / 4 октября.

## Сочинения
- Из дневника миссионера // Американский Православный Вестник. — 1904. — № 8.
- Посещение его Преосвященством, Преосвященнейшим Тихоном, епископом Алеутским и Северо-Американским, православного прихода в г. Троя, штат Нью-Йорк // Американский Православный Вестник. — № 7 (1-14 апреля 1904 г.). — C. 125—129.
- Ещё про штунду (По поводу статьи в «Свободе» под таким же заглавием) // Американский Православный Вестник. № 12 (15-28 июня 1904 г.). — C. 227—230.
- Врачу, исцелися сам! (Ещё о штунде на разумение «Свободе») // Американский Православный Вестник. № 16 (15-28 августа 1904 г.). — C. 314—316.
- «Пребывание в Мэйфилде, штат Пенсильвания, и посещение Симпсоно-Олифантской церквей» // Американский Православный Вестник. № 12 (15-28 июня 1905 г.). — C. 234—237; № 13 (1-14 июля 1905 г.). — C. 248—251.
- Из дневника миссионера // Американский Православный Вестник. — № 17 (1-14 сентября 1905 г.). — C. 333—336.
- О почитании Божией Матери. К дню Успения. Харьков, 1911.
- «Речь Архимандрита Арсения при наречение его во Епископа Виннепегского» // «Церковные ведомости» № 13-14 (104—105). 1(14) — 15(28) июля 1926 г.. — С. 12-14